# 小羅霍江卡
50°7′9″N 35°54′32″E / 50.11917°N 35.90889°E
小羅霍江卡（羅馬化：Mala Rohozianka）是位於烏克蘭東部的村莊，由哈爾科夫州博霍杜希夫區的佐洛奇夫市鎮負責管轄。該村距離維克尼內2公里，始建於1924年，面積1.09平方公里，海拔高度123米，2001年人口495。